# 蕃地 (旗山郡)
高雄州旗山郡蕃地於大正九年（1920年）9月1日成立，轄區包括今高雄市那瑪夏區、桃源區（不含建山里）與茂林區。
- 成立之初包括：
  - 今高雄市那瑪夏區。

- 昭和七年（1932年）12月1日重劃區域：
  - 屏東郡蕃地今屬高雄市桃源區與茂林區的範圍改隸旗山郡蕃地。

## 行政區劃
轄域內分為：
- 今那瑪夏區：
  - タカヌワ社（達卡努瓦/民生）、マガツン社（蚊仔只/民權）、アンワナ社（紅花仔）

- 今桃源區：
  - チウシンロン社（中心崙/寶山，1932年～1934年部分併入達卡努瓦與瑪雅）、バリサン社（馬里山，1932年～1941年併入達卡努瓦、瑪雅與紅花仔）、トピヤ社（寶來溪頭，1932年～1941年併入達卡努瓦、瑪雅與瑞穗）、ハイセン社（排剪/高中，1932年～1934年部分併入瑪雅）、ビラン社（美壟，1932年～1934年部分併入達卡努瓦與瑪雅）、タラル社（塔臘袷，1933年併入排剪）、ガニ社（雁爾/桃源）、ガニ溪頭社（瑞穗/勤和，1932年～1934年部分併入達卡努瓦與瑪雅）、タマホ社（玉穗/建山）、ビビユウ社（比比猶/復興，1932年～1934年部分併入達卡努瓦與瑪雅）、ハイモス社（1932年～1934年併入比比猶）、ラボラン社（拉芙蘭/梅蘭，1932年～1934年部分併入達卡努瓦與瑪雅）、ラックス社（樟山，1932年～1934年部分併入達卡努瓦與瑪雅）、マスホワル社（馬舒霍爾/梅山，1932年～1934年部分併入達卡努瓦與瑪雅）

- 今茂林區：
  - マガ社（芒仔/茂林）、マンタウラン社（萬斗籠/萬山）、トナ社（墩仔/多納）

## 設施

### 主要駐在所
- 關山越嶺道路：ハイセン（排剪）駐在所→ガニ（雁爾）駐在所→濁水溪駐在所→ビビユウ（比比猶）駐在所→ラボラン（拉芙蘭）駐在所→ラックス（樟山）駐在所→マスホワル（馬舒霍爾）駐在所→新關駐在所→嶺關駐在所→中之關駐在所→檜谷駐在所→大關山駐在所

- 內本鹿越嶺道路：ガニ（雁爾）駐在所→日本橋駐在所→上寶來駐在所→小田原駐在所→沼津駐在所→蒲原駐在所→興津駐在所→頭前山駐在所→溪南山駐在所→石山駐在所→瀧見駐在所→檜山駐在所→日之出駐在所→見晴駐在所（→臺東廳關山郡蕃地）
  - 支線：頭前山駐在所→バリサン（馬里山）駐在所

### 教育
- 今那瑪夏區：
  - マガツン蕃童教育所（今高雄市立民權國民小學）[1]:184
  - タカヌワ蕃童教育所（今高雄市立民生國民小學）[1]:184

- 今桃源區：
  - チウシンロン蕃童教育所（今高雄市立寶山國民小學）
  - バリサン蕃童教育所（1941年裁撤）[1]:186
  - ハイセン蕃童教育所（今高雄市立興中國民小學）[1]:184
  - ガニ蕃童教育所（今高雄市立桃源國民小學）[1]:184
  - 瑞穗教育所（後為高雄縣立桃源國民小學勤和分班）[1]:184
  - 玉穗教育所（今高雄市立建山國民小學）[1]:184
  - ビビユウ蕃童教育所（今高雄市立樟山國民小學復興分班）
  - マスホワル蕃童教育所（後為高雄縣立樟山國民小學梅山分班）

- 今茂林區：
  - マガ蕃童教育所（今高雄市立茂林國民小學）[1]:184
  - マンタウラン蕃童教育所（後為高雄縣立茂林國民小學萬山分校）
  - トナ蕃童教育所（今高雄市立多納國民小學）

### 神社
- 今那瑪夏區：
  - タカヌワ祠（鎮座日期不詳）